# Afrosteropleurus ientilei
Afrosteropleurus ientilei is een rechtvleugelig insect uit de familie sabelsprinkhanen (Tettigoniidae). De wetenschappelijke naam van deze soort is voor het eerst voorgesteld als Steropleurus ientilei door Paolo Fontana en Bruno Massa in een publicatie uit 2008.
De soort komt voor in Libië.